# Liste de minéraux (lettre D)
Pour un article plus général, voir Liste de minéraux
- Dachiardite
- Dachiardite-Ca
- Dachiardite-Na
- Dadsonite
- Dalyite
- Damaraïte
- Damiaoïte
- Damourite
- Damouzite
- Danalite
- Danbaïte
- Danburite
- Danielsite
- D'Ansite
- Daomanite
- Daqingshanite-(Ce)
- Darapiosite
- Darapskite
- Dashkovaïte
- Datolite
- Daubréeite
- Daubréelite
- Davanite
- Davidite-(Ce)
- Davidite-La
- Davreuxite
- Davyne
- Dawsonite
- Deanesmithite
- Decrespignyite-(Y)
- Deerite
- Defernite
- Delafossite
- Delhayelite
- Deliensite
- Delindeite
- Dellaïte
- Deloneite-(Ce)
- Deloryite
- Delrioite
- Delvauxite
- Demesmaekerite
- Denisovite
- Denningite
- Derbylite
- Dernbachite synonyme de Corkite
- Derriksite
- Desautelsite
- Descloizite, phosphate, couleur brun. Découvert en 1854 dans la Sierra Cordoba (Argentine).
- Despujolsite
- Dessauite
- Devilline, sulfate, couleur vert à bleu-vert. Découverte en 1864 à Špania Dolina, région de Banská Bystrica (Slovaquie).
- Dewindtite
- Diaboléite
- Diadochite
- Diamant
- Diaoyudaoïte
- Diaphorite
- Diaspore
- Dickinsonite
- Dickite
- Dickthomssenite
- Dienerite
- Dietrichite
- Dietzéite
- Digénite
- Dimorphite
- Dinite
- Diomignite
- Diopside
- Dioptase
- Diorite, roche
- Dissakisite-(Ce)
- Disthène
- Dittmarite
- Dixenite
- Djerfisherite
- Djurleite
- Dmisteinbergite
- Dolerophanite
- Dollaseite-(Ce)
- Dolomite CaMg(CO3)2
- Doloresite
- Domeykite, sulfure, couleur gris-blanc. Découvert en 1845 à Algodones, Coquímbo (Chili).
- Donbassite
- Donharrisite
- Donnayite-(Y)
- Donpeacorite
- Dorallcharite
- Dorfmanite
- Dorrite
- Douglasite
- Downeyite
- Doyleite
- Dozyite
- Dravite
- Dresserite
- Drugmanite
- Drysdallite
- Dufrénite, phosphate, couleur vert foncé, vert-olive, brun-olive, noir. Découvert à Anglar, Haute-Vienne (France).
- Dufrénoysite
- Duftite, Adelite, phosphate, couleur vert-olive à gris-vert. Découvert en 1920 à Tsumeb, Otavi (Namibie).
- Duftite-alpha une variante de Duftite, couleur vert. Découvert à Tsumeb, Otavi (Namibie).
- Dugganite
- Duhamelite
- Dukeite
- Dumontite
- Dumortiérite
- Dundasite, Strontiodresserite, carbonate, couleur blanc à transparent. Minerai de Plomb. Découvert en 1893 à Dundas, Tasmanie (Australie).
- Durangite
- Duranusite
- Dusmatovite
- Dussertite
- Duttonite
- Dwornikite
- Dypingite
- Dyscrasite
- Dzhalindite
- Dzharkénite, FeSe2 Sulfure, couleur métallique. Découvert en 1995 à  Dzharkenskaya, Taldykorgon (Kazakhstan).